# Wojciech Rydz
Wojciech Rydz (ur. 9 marca 1932 w Mysłowicach, zm. 8 stycznia 2018 w Krakowie) – polski szermierz, sędzia, trener, olimpijczyk z Helsinek 1952.

## Życiorys
Wszechstronny szermierz. Reprezentant śląskich klubów: MKS, Baildon Katowice, Piast Gliwice. Wielokrotny medalista mistrzostw Polski.
Wielokrotny uczestnik mistrzostw świata (najlepsze miejsce 8 w indywidualnym turnieju floretowym w 1950 r. w Rzymie). Po zakończeniu kariery zawodniczej, trener i sędzia międzynarodowy. Odznaczony m.in. Srebrnym Krzyżem Zasługi.
Został pochowany na Cmentarzu Rakowickim (cmentarzu wojskowym przy ul. Prandoty) (kw. LXXXV-19/20-38).

## Osiągnięcia w mistrzostwach Polski
- złoty medal
  - indywidualnie
    - we florecie w roku 1955
    - w szpadzie w latach 1952,1955-1957

  - drużynowo
    - we florecie w roku 1951
    - w szpadzie w latach 1950-1952
- srebrny medal
  - indywidualnie
    - we florecie w latach 1950, 1952
    - w szpadzie szpadzie w latach 1951,1959

  - drużynowo
    - we florecie w latach 1950,1955
    - w szpadzie w latach 1953,1955,1960
- brązowy medal
  - indywidualnie
    - we florecie w roku 1953
    - w szpadzie 1962

  - drużynowo
    - we florecie w latach 1952,1955,1957-1959
    - w szpadzie w latach 1958,1962,1963.

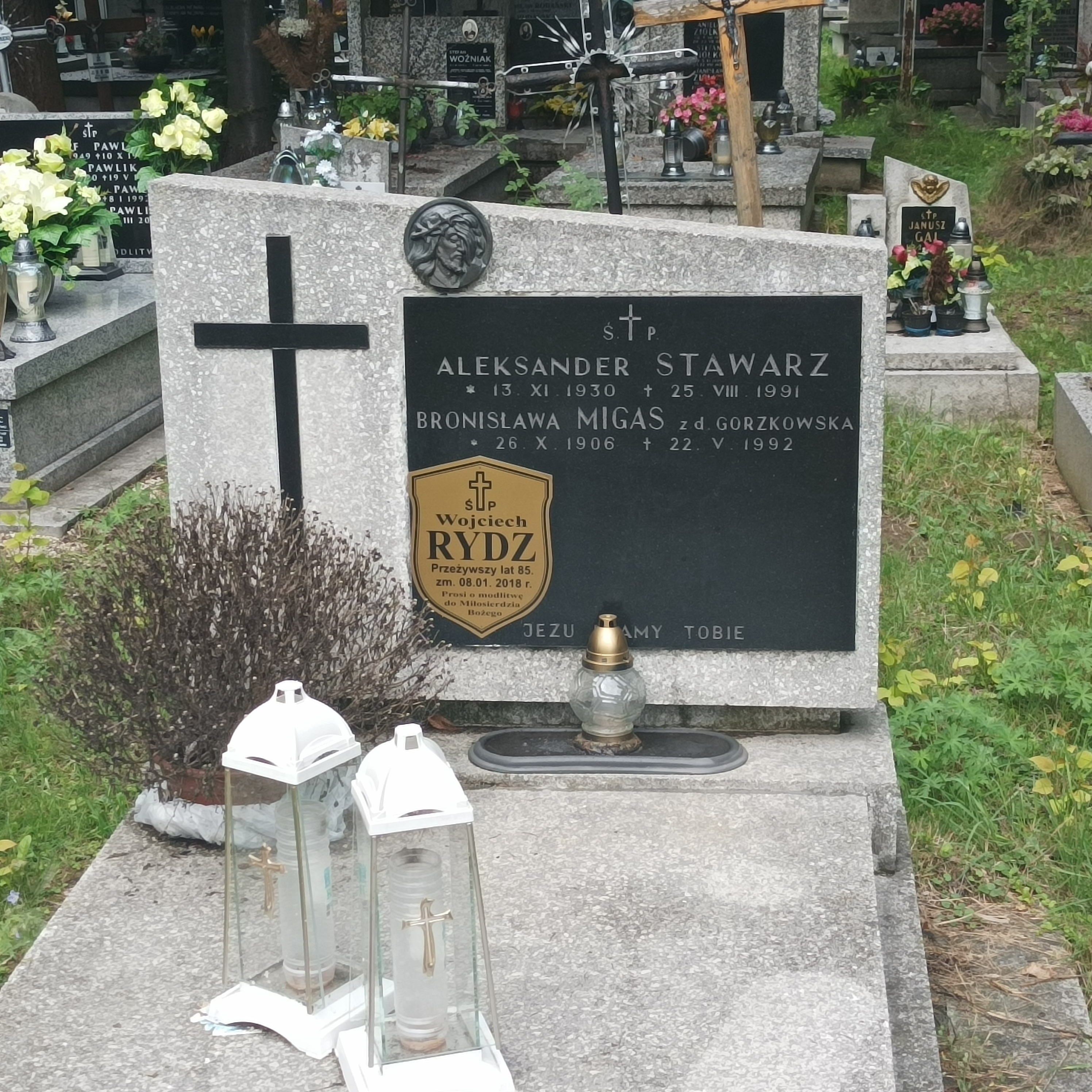
Grób Wojciecha Rydza na cmentarzu wojskowym przy ul. Prandoty w Krakowie